# 形容詞句
形容詞句（）、（英: adjective phrase、または英: adjectival phrase、略称: AP）とは、形容詞を主要部とする句。
例えば、英語におけるfond of steakやvery happy、quite upset about itなどが形容詞句である（それぞれ、太字の語が主要部形容詞）。そして例のように、主要部形容詞は句の冒頭や末尾、中間部でも使用可能である。形容詞句内の他の要素（付加部または補部）としては、副詞句や前置詞句の他、節（louder than you doなど）が使用されることもある。
形容詞句は基本的に2つの語法があり、名詞句の内部でその主要部名詞を修飾する語法を限定用法とし、述語として機能する語法を叙述用法とする。

## 言語による相違

### 限定用法
限定用法の形容詞句は、言語により、主要部名詞の前に置かれたり（前置修飾）、後に置かれたりする（後置修飾）。例えば、英語、中国語、日本語などでは基本的に前置修飾が行われ、スペイン語、フランス語やアラビア語などでは基本的に後置修飾が行われる（詳細はスペイン語#文法の特徴およびフランス語の文法#形容詞を参照）。

### 叙述用法
存在動詞#存在動詞とコピュラ、コピュラ#各言語におけるコピュラも参照。
叙述用法の形容詞句は、言語によりコピュラを伴うことがある。例えば、英語やスペイン語ではコピュラ＋形容詞句、日本語では形容詞句＋コピュラという基本語順になる（日本語のコピュラは省略可能）。
言語によっては存在動詞がコピュラの役目を兼ねており、例えば、英語の be がそうである。
イタリア語、スペイン語、ポルトガル語などのように、複数のコピュラが使い分けられる言語もある。例えば、スペイン語では、「ser」が性質・種類を表し、「estar」が状態・所在を表す。
Juan es inteligente. - 「ser」の3人称単数現在形
フアンは頭が良い。（性質）
¿Es fácil el español? - 「ser」の3人称単数現在形
スペイン語はやさしいですか？（性質）
Las ventanas están cerradas. - 「estar」の3人称複数現在形
窓は閉まっている。（状態）
¿Cómo estás? - 「estar」の2人称単数現在形
元気かい？（状態）
Estoy bien. - 「estar」の1人称単数現在形
元気だよ。（状態）
また、同じ形容詞句でも、「estar」と「ser」の使い分けによってニュアンスが変わる。
Adriana no es que esté guapa; es guapa. - 「estar」と「ser」の対比
アドリアナは美しくなっている（状態）というのではなくて、もともと美しい（性質）のだ。
Pedro es casado.
ペドロは既婚者です。（性質）
Pedro está casado.
ペドロは結婚しています。（状態）
中国語や日本語のように、存在動詞（「在」／「いる・ある」など）とコピュラ（「是」／「です・だ・である」など）が区別されている言語もある。
また、述語が名詞句の時はコピュラを付けるが、形容詞句には付けない言語もある。例えば、中国語（普通話）では、コピュラ＋名詞句で「她是學生」（「彼女は学生です」）とは言うが、「彼女は美しい」は「＊她是漂亮」ではなく「她很漂亮」となる。この「很」（台湾では「好」）という副詞は、強勢を置けば「とても」という意味を持つが、強勢がない場合は特に意味はない。しかし、形容詞の”程度”を表す語句（副詞など）あるいは否定辞がない時には基本的に省略できない。例えば、「她真漂亮」（「彼女はホントに美しい」）、「她漂亮極了」（「彼女はものすごく美しい」）、「她不漂亮」（「彼女は美しくない」）などは可だが、「＊她漂亮」は不可である。en:Chinese adjectives および zh:形容詞 も参照。
アラビア語ではコピュラが無標のため、定冠詞の有無により限定用法と叙述用法が区別できる。
- .البيت كبير（その家は大きい。）
- .هذا بيت كبير（これは大きい家である。）
- .البيت الكبير جميل（その大きな家は美しい。）

## 英語の形容詞句

### 形容詞句の例
英語の形容詞句の例を挙げる。以下、下線部分が形容詞句、太字部分が主要部形容詞である。また、それぞれ、限定用法か叙述用法かを示す。なお、和訳はなるべく英語の句構成を反映するようにしてあるため、日本語としては必ずしも自然ではない。
a. Sentences can contain tremendously long phrases. - 限定用法
文は、ものすごく長い句を含むことができる。
b. This sentence is not tremendously long. - 叙述用法
この文は、ものすごく長くない。（この文は、ものすごく長いというわけではない。）
a. A player faster than you was on their team. - 限定用法
あなたよりも速い選手が、彼らのチームにいたんですよ。
b. He is faster than you. - 叙述用法
彼は、あなたよりも速い（です）。 - 日本語ではコピュラを省略可能。
a. Sam ordered a very spicy but quite small pizza. - 限定用法
サムは、とても辛いけどかなり小さいピザを注文した。
b. The pizza is very spicy but quite small. - 叙述用法
そのピザは、とても辛いけどかなり小さい（です）。 - 日本語ではコピュラを省略可能。
a. People angry with the high prices were protesting. - 限定用法
高値に怒った人々が抗議していた。
b. The people are angry with the high prices. - 叙述用法
人々は、高値に怒っている。 - 英語の「angry」は形容詞だが、日本語でそれに相当する語は動詞である。ここでは、英語の形容詞句の構成に沿った表示にしてある。
これらの例に見られるように、限定用法の形容詞句は、それが修飾する名詞を主要部とする名詞句に内包される。Xバー式型では次のように示すことができる（NP＝名詞句／AP＝形容詞句）。
```
 a.   NP                                 b.     NP
     / |                                       / |
  spec N'                                   spec N'
      / \                 or                     | \
     AP  N'                                      N' AP
         |                                       |
         N                                       N

```

a. は形容詞句が主要部名詞の前に、 b. は後に来る場合を示している。英語では一般的に、形容詞句が単独の形容詞（または副詞＋形容詞）で構成されている場合には前置修飾、形容詞が補部を取る場合には後置修飾となる。例えば、 a proud man （誇り高き男、傲慢な男）に対する a man proud of his children （自分の子供たちを誇りにしている男）など。一方、カッコ内の和訳に見られるように、日本語における付加部（修飾語句）や補部は、主要部の前にまとめて置かれる。
英語の叙述用法では、存在動詞（学校文法における be 動詞）がコピュラとして使用される。例えば、 the man is proud. （「その男は誇り高い」「その男は傲慢だ」）など。

### adjective phrase と adjectival phrase
英語において、形容詞句は adjectival phrase または adjective phrase と呼ばれるが、前者には「形容詞のような句」が含まれる傾向がある。例えば、 Mr. Clinton is a man of wealth （「クリントン氏は裕福です」）という文の of wealth は形容詞句ではなく前置詞句だが、 man を修飾しており、代わりに形容詞を用いて Mr. Clinton is a wealthy man. としてもほぼ同じ意味になる。逆に、 that boy is friendless.の friendless （「あの少年には友達がいない」）は形容詞だが、 that boy is without a friend. と言い換えることもできる。
また、限定用法的な位置にある句は、それが実際には名詞句であろうと前置詞句であろうと、 adjectival phrase と呼ばれる傾向があるが、それらは厳密には phrasal attributives あるいは attributive phrases （限定修飾句）とすべきである。しかし、英語筆記マニュアルでは、こういう意味の adjectival phrase という用語が頻繁に使われており、 attributive （限定用法的）と adjective （形容詞）も同義語として扱われている。なお、形容詞句以外の語句が連なって名詞を限定修飾する場合、ハイフンで繋がれるのが一般的である（en:compound modifier および en:English compound#Hyphenated compound modifiers を参照）。

### ツリー図
形容詞句を含む全ての句は、しばしば構文木（ツリー図）で表示される。ツリー図には、理論の違いによって基本的に2種類がある。1つは、文を構成素の積み重ねとして捉える句構造文法のツリー図、もう1つは語と語の依存関係を示す依存文法のツリー図である。ここでは、両タイプのツリー図を示す。
- A = 形容詞
- Adv = 副詞
- AP = 形容詞句
- N = 名詞または代名詞
- P = 前置詞
- PP = 前置詞句

まず、主要部終端型（ head-final ）の形容詞句、すなわち主要部形容詞が最右方にある形容詞句のツリー図を示す。句構造文法のツリー図（constituency）では、形容詞句が AP という構成素として示されている。一方、依存文法のツリー図（dependency）では、同じまとまりの節点を A で示している。
次に、主要部先導型（ head-initial ）の形容詞句、すなわち主要部形容詞が最左方にある形容詞句のツリー図を示す。
最後に、主要部が中間にあるツリー図を示す。